# Campeonato Singapurense de Patinação Artística no Gelo
O Campeonato Singapurense de Patinação Artística no Gelo é uma competição nacional anual de patinação artística no gelo de Singapura.
A competição determina os campeões nacionais e os representantes de Singapura em competições internacionais como Campeonato Mundial, Campeonato Mundial Júnior, Campeonato dos Quatro Continentes e os Jogos Olímpicos de Inverno.

## Edições
| Ano (Edição) | Cidade sede | Sênior | Sênior | Ref           |
| Ano (Edição) | Cidade sede | M      | F      | Ref           |
| ------------ | ----------- | ------ | ------ | ------------- |
| 2009         | Singapura   | –      | •      | [ 1 ]         |
| 2010         | Singapura   | –      | •      | [ 2 ]         |
| 2011         | Singapura   | –      | •      | [ 3 ]         |
| 2012         | Singapura   | –      | •      | [ 4 ] [ 5 ]   |
| 2013         | Singapura   | •      | •      | [ 6 ] [ 7 ]   |
| 2014         | Singapura   | –      | •      | [ 8 ] [ 9 ]   |
| 2015         | Singapura   | –      | •      | [ 10 ]        |
| 2016         | Singapura   | –      | •      | [ 11 ] [ 12 ] |

## Lista de medalhistas

### Individual masculino
| Evento                    | Ouro                                      | Prata                                     | Bronze                                    |
| Singapura 2013 (detalhes) | nenhum competidor singapurense            | nenhum competidor singapurense            | nenhum competidor singapurense            |
| 2014–2016                 | Não houve disputa do individual masculino | Não houve disputa do individual masculino | Não houve disputa do individual masculino |

### Individual feminino
| Evento                    | Ouro           | Prata                     | Bronze                    |
| Singapura 2009 (detalhes) | Kai Jing Leong | nenhuma outra competidora | nenhuma outra competidora |
| Singapura 2010 (detalhes) | Kai Jing Leong | nenhuma outra competidora | nenhuma outra competidora |
| Singapura 2011 (detalhes) | Kai Jing Leong | nenhuma outra competidora | nenhuma outra competidora |
| Singapura 2012 (detalhes) | Brittany Lau   | Kai Jing Leong            | nenhuma outra competidora |
| Singapura 2013 (detalhes) | Brittany Lau   | Kai Jing Leong            | nenhuma outra competidora |
| Singapura 2014 (detalhes) | Chloe Ing      | Ceciliane Hartmann        | nenhuma outra competidora |
| Singapura 2015 (detalhes) | Shuran Yu      | Chloe Ing                 | Ceciliane Hartmann        |
| Singapura 2016 (detalhes) | Chloe Ing      | Ceciliane Hartmann        | nenhuma outra competidora |